# Верба філіколиста
Верба філіколиста (Salix phylicifolia) — вид чагарникових рослин родини вербові (Salicaceae), поширений в арктичній зоні та альпійських областях Європи й Західного Сибіру.

## Опис
S. phylicifolia утворює чагарник заввишки (0.5)2–3(5) м. Кора молодих гілок спочатку слабко волохата, але пізніше — гола, блискуча, від жовтого до коричневого кольору. Листові черешки довжиною до близько 12 міліметрів. Злегка рифлені листові пластинки округлі, еліптичні або овальні або обернено-яйцюваті при довжині від 2 до 8 см і шириною від 1,3 до 5 см. Поверхня листя від зеленого до синьо-зеленого кольору, дещо волохата спочатку, але потім гола. Сильно розгалужені сережки, довжиною, як правило, від 2 до 3,5 сантиметра, з'являються в травні. Квіти мають дві тичинки. Тичинки жовті або дещо червонуваті.

## Поширення
Цей вид верби рідний для Північної Європи, включаючи Ісландію, Фарерські острови, Скандинавію, Росію і Західний Сибір; також зростає на альпійських висотах ув Європі, Середземномор'ї й на Близькому Сході (Грузія). Як правило, росте там, де захищена від холодних вітрів. Утворює зарості вздовж річок і озер.
В Україні зростає у високогір'ях Карпат (Чорногора), дуже рідко.

## Використання
Культивується як декоративна. Травоїдні, а саме вівцебик і олень північний харчуються листям цією верби. Куріпки знаходять ідеальний прихисток у заростях цих чагарників.

## Таксономія
Слід звернути увагу, що автори Flora Europaea визнали помилковим ототожнення Salix phylicifolia sec. із вербою двоколірною (Salix bicolor) Willd., наведене у «Визначнику...» 1987 року та інших працях, а також із Salix rhaetica, наведене у довіднику С. Мосякіна та М. Федорончука.

## Галерея

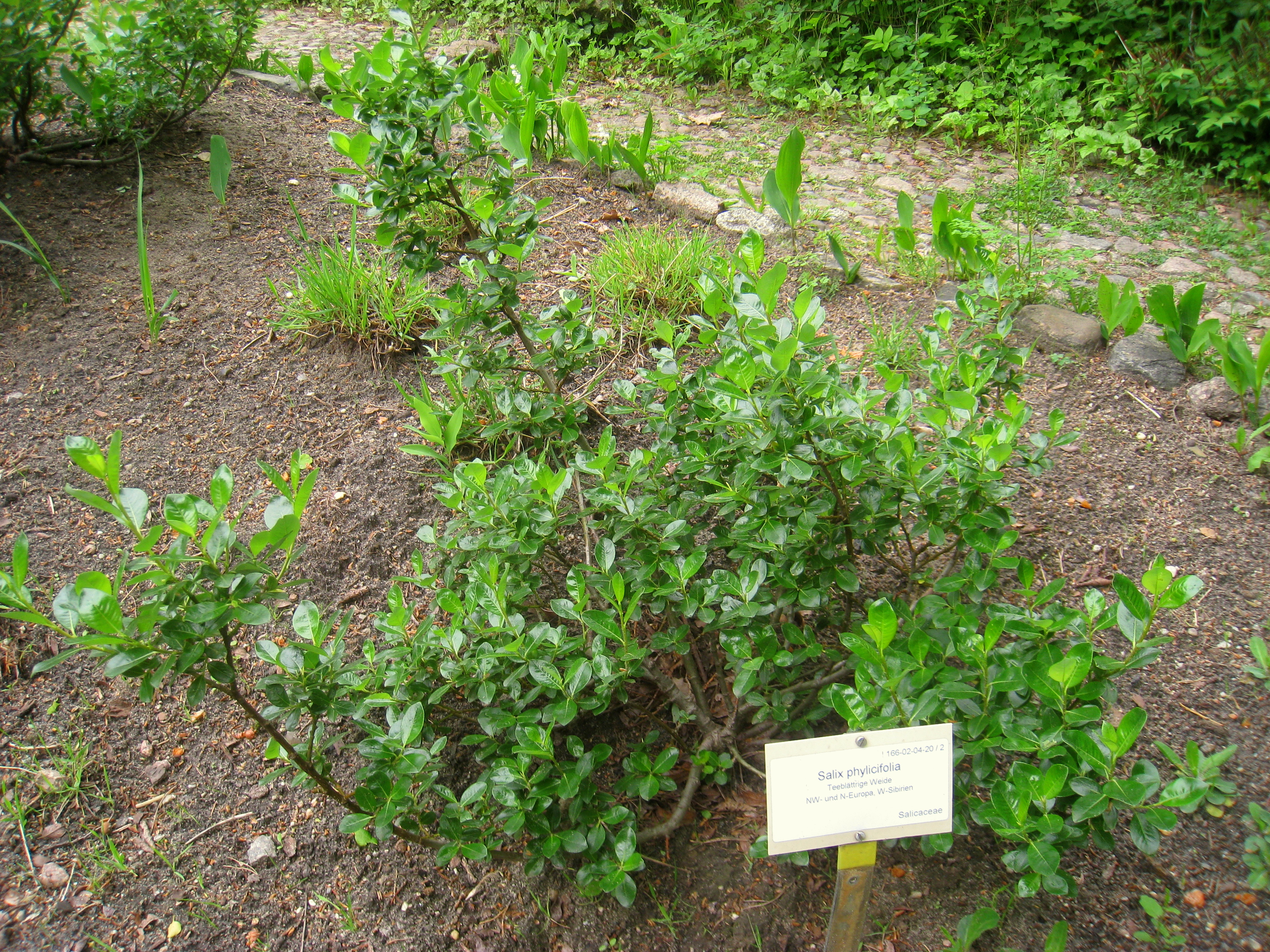
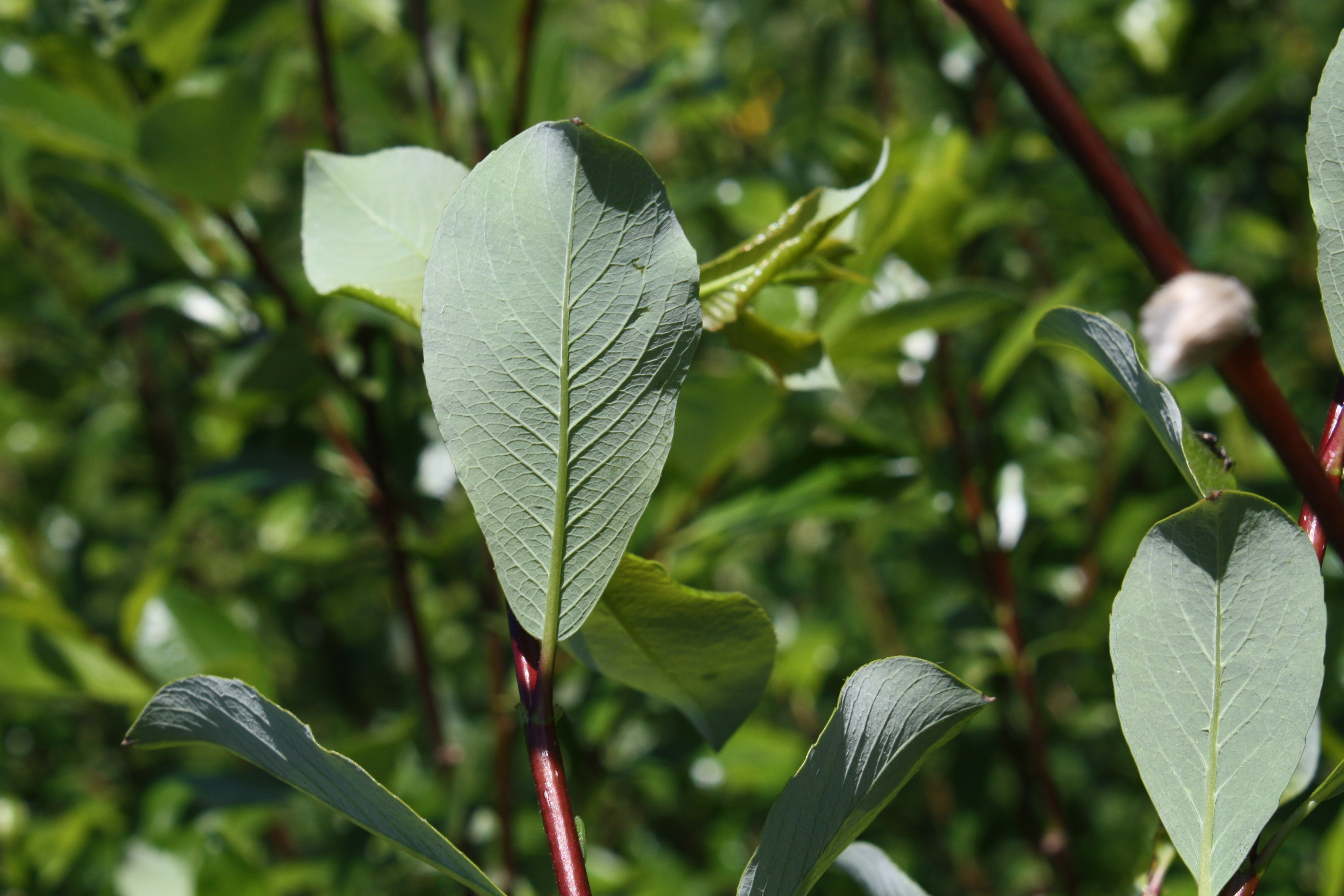
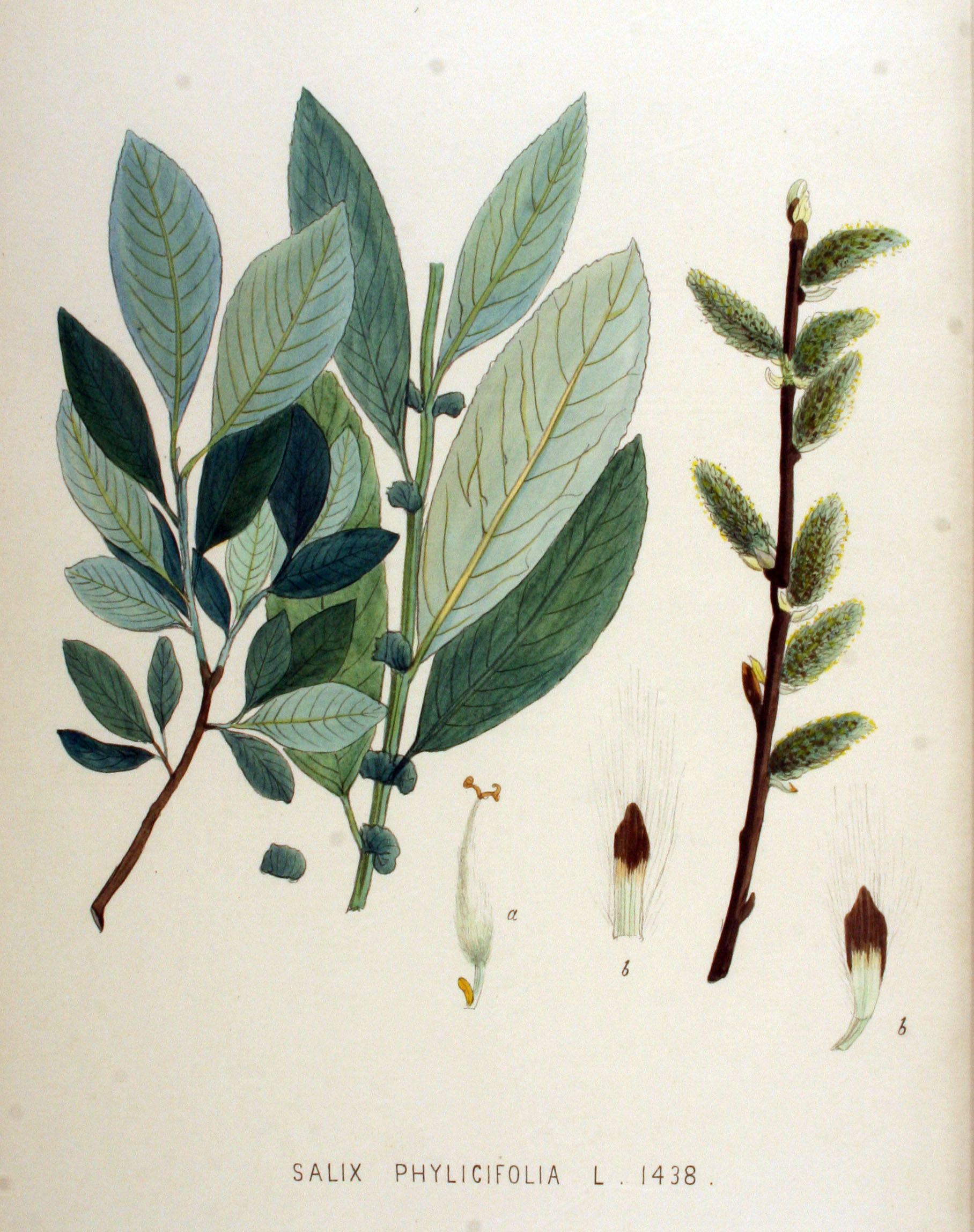